# Leptogenys stuhlmanni
Leptogenys stuhlmanni é uma espécie de formiga do gênero Leptogenys, pertencente à subfamília Ponerinae.